# Abraham Tandoi
Abraham Kiprotich Tandoi (* 12. Dezember 1974 in Eldoret) ist ein kenianischer Langstreckenläufer, der sich auf Straßenläufe spezialisiert hat.
2003 wurde er Dritter beim Düsseldorfer Kö-Lauf und Zweiter bei der Route du Vin.
2004 gewann er den Kerzerslauf, und 2005 wurde er Neunter beim Frankfurt-Marathon. Im Jahr darauf wurde er, für den USC Heidelberg startend, Zweiter bei der Deutschen Halbmarathon-Meisterschaft. Einem elften Platz beim Berliner Halbmarathon folgte ein Sieg beim Darmstädter Stadtlauf.
2011 wurde er Neunter bei der Stramilano und Dritter beim Zürich-Marathon.

## Persönliche Bestzeiten
- 3000 m: 7:50,80 min, 9. Juni 2003, Rehlingen
- 10-km-Straßenlauf: 28:23 min, 7. September 2003, Düsseldorf
- Halbmarathon: 1:02:43 h, 27. März 2011, Mailand
- Marathon: 2:11:00 h, 17. April 2011, Zürich